# Roland Carey
Henri Louis Roland Carey (* 20. Februar 1933 in Lausanne; † 17. Mai 2019 in Saint-Saphorin (Lavaux)) war ein Schweizer Schauspieler.

## Leben und Wirken
Der 1933 in Lausanne als Sohn eines irischen Vaters und einer französischen Mutter geborene Roland Carey besuchte das Pariser Konservatorium und stand schon früh auf Pariser Bühnen, unter anderem in der Rolle des Fortinbras in Hamlet, sowie in mehreren Auftritten für die Comédie-Française. Ab 1951 spielte er kleine Rollen in französischen Filmen und gab schliesslich 1956 sein internationales Leinwanddebüt mit einer kleinen Rolle in Trapez, in der er Burt Lancaster doubelte. 1959 versuchte er sein Glück in Hollywood, bekam aber aufgrund von Problemen mit der Arbeitserlaubnis nur Fernseh-Gastrollen in Bonanza, Laramie sowie Twilight Zone. Nach Europa zurückgekehrt, spielte er in der Fernsehserie Tales of the Vikings mit, die in München für die Firma von Kirk Douglas produziert wurde. Dies erregte die Aufmerksamkeit der Studios in Rom, die sportliche Darsteller für die Rolle in historischen Epen suchten. Da in Careys Lebenslauf als sportliche Aktivitäten unter anderem Tennis, Reiten, Eishockey, Rollhockey, Fussball, American Football, Skifahren, Wasserski, Schwimmen und Autorennen aufgeführt waren, war es nicht verwunderlich, dass Riccardo Freda ihn für die Hauptrolle des mythologischen Helden Jason in Das Schwert des roten Giganten (1960) auswählte. Er spielte auch in Das Schwert des Cid (1963) und La rivolta dei barbari (1964) mit. Nach den Epen wechselte Roland zu künstlerischeren und Cameo-Rollen und benutzte das Pseudonym „Rod Carter“ für Actionfilme. Aufgrund seiner  Theatererfahrung war er auch als Synchronsprecher bei Fono Roma gefragt, wo er italienische Filme ins Französische synchronisierte. Allerdings sprach er auch fliessend Englisch, Deutsch und Italienisch. Ab 1982 lebte er fast ausschliesslich in der Schweiz, wenngleich er in der Nähe von Florenz wohnte und trat auch, meist ungenannt, in einigen Pornofilmen auf. Im Alter von 86 Jahren starb er 2019 in der Schweizer Gemeinde Saint-Saphorin.

## Filmografie (Auswahl)
- 1958: Die Landärztin (Regie: Paul May)
- 1960: Das Schwert des roten Giganten (I giganti della Tessaglia)
- 1963: Das Schwert des Cid (La spada del Cid)
- 1965: Gleich wirst du singen, Vögelein (Mission spéciale à Caracas)
- 1968: Zucker für den Mörder (Un killer per sua maestà)
- 1982: Diamond Connection (Diamanti che scottano)